# Paul Kipkoech
Paul Kipkoech (Kapsabet, 6 de janeiro de 1963 – Eldoret, 16 de março de 1995) foi um atleta queniano, especialista em 10000 metros e  corridas de corta-mato.
Foi campeão do mundo de 10000 metros em 1987.

Em termos de competições internacionais, estreou-se nos Campeonatos Mudiais de Helsínquia 1983 onde foi 9º classificado nos 5000 metros. No ano seguinte correu a mesma prova nos Jogos Olímpicos de Los Angeles, tendo obtido um quinto lugar. 

Em 1986 correu os 3000 metros em 7.39,38 minutos, no que foi o terceiro melhor tempo mundial da temporada, apenas atrás de Saïd Aouita e Sydney Maree. 

Foi vice-campeão do mundo de corta-mato por três vezes. 

Retirou-se das pistas em 1988 devido a doença. Faleceu em 1995, no hospital de Eldoret, com apenas 32 anos de idade.